# Minotaur
Minotaur (stgr. Μινώταυρος Minṓtauros, łac. Minotaurus) – postać z mitologii greckiej. Zazwyczaj przedstawiany jako człowiek z głową byka, jednak czasem w postaci istoty z torsem i głową człowieka, od pasa w dół zaś z ciałem byka.
Został zrodzony ze związku Pazyfae, żony Minosa, i byka zesłanego przez Posejdona. Minos obiecał złożyć zwierzę w ofierze, jednak tej obietnicy nie dotrzymał. Posejdon zemścił się, sprawiając, że Pazyfae zapałała do byka miłością.
Groźny Minotaur został zamknięty przez króla Krety Minosa w zaprojektowanym przez Dedala Labiryncie, który znajdował się pod pałacem w Knossos.
Minos pokonał Ateńczyków i zażądał, żeby co 9 lat (według innych wersji – co roku, co 3 lata), 7 młodzieńców i 7 panien było przysyłanych w ofierze Minotaurowi (w jednej z wersji mitu jako kara za śmierć Androgeosa, syna Minosa). Za trzecią ofiarą zgłosił się królewicz Tezeusz, który miał za zadanie zabić potwora. Minotaur strzegł labiryntu. Pomogła mu córka Minosa, Ariadna, zauroczona odwagą młodzieńca, która za pomocą kłębka nici ułatwiła mu powrót z Labiryntu, a magiczny miecz pozwolił zabić Minotaura. W ten sposób Tezeusz wyprowadził Ateńczyków żywych z Labiryntu, w którym zabił Minotaura.
Podobizna Minotaura stanowiła jeden ze znaków legionów rzymskich w okresie republiki.